# Chris Carter (scenárista)
Christopher Carl Carter (* 13. října 1956 Bellflower, Kalifornie, USA) je americký scenárista, televizní a filmový producent a režisér. Jeho nejvýznamnějším dílem je seriál Akta X.

## Život a kariéra
V roce 1979 vystudoval žurnalistiku na Kalifornské univerzitě v Long Beach, poté pracoval třináct let jako redaktor v časopise Surfing Magazine. Později začal psát své první scénáře k televizním filmům a k seriálům pro Walt Disney Studios, například The B.R.A.T. Patrol v roce 1986, Cameo by Night v roce1987.
Obrat v jeho kariéře znamenalo podepsání smlouvy se studiem 20th Century Fox Television v roce 1992 na sci-fi seriál Akta X (1993–2002, 2016 a 2018). Seriál získal mnoho ocenění, z nichž nejdůležitější byl Zlatý glóbus za rok 1997, 1998. V roce 1998 byl natočen stejnojmenný film Akta X , v roce 2008 vznikl film Akta X: Chci uvěřit, který Carter i režíroval. V roce 2001 se ujal režie televizního filmu The After, ke kterému napsal také scénář.
Chris Carter má svou vlastní televizní produkční společnost Ten Thirteen Productions, ve které vznikly další tři seriály, v roce 1996 Milénium, v roce 1999 Krutá říše a v roce 2001The Lone Gunmen. Jako producent se podílel na filmech Akta X, Akta X: Chci uvěřit a Cameo by Night.
Objevil se také v malých hereckých rolích, například v Aktech X nebo v Miléniu.